# Cantone di Villaines-la-Juhel
Il Cantone di Villaines-la-Juhel è una divisione amministrativa dell'arrondissement di Mayenne.
A seguito della riforma approvata con decreto del 21 febbraio 2014, che ha avuto attuazione dopo le elezioni dipartimentali del 2015, è passato da 10 a 27 comuni.

## Composizione
I 10 comuni facenti parte prima della riforma del 2014 erano:
- Averton
- Courcité
- Crennes-sur-Fraubée
- Gesvres
- Loupfougères
- Saint-Aubin-du-Désert
- Saint-Germain-de-Coulamer
- Saint-Mars-du-Désert
- Villaines-la-Juhel
- Villepail

Nel 2015 è stato ampliato a 27 comuni; dal 1º gennaio 2016 due di questi Pré-en-Pail e Saint-Samson si sono fusi per formare il nuovo comune di Pré-en-Pail-Saint-Samson, per cui risulta composto dai seguenti 26 comuni:
- Averton
- Boulay-les-Ifs
- Champfrémont
- Chevaigné-du-Maine
- Couptrain
- Courcité
- Crennes-sur-Fraubée
- Gesvres
- Le Ham
- Javron-les-Chapelles
- Lignières-Orgères
- Loupfougères
- Madré
- Neuilly-le-Vendin
- La Pallu
- Pré-en-Pail-Saint-Samson
- Ravigny
- Saint-Aignan-de-Couptrain
- Saint-Aubin-du-Désert
- Saint-Calais-du-Désert
- Saint-Cyr-en-Pail
- Saint-Germain-de-Coulamer
- Saint-Mars-du-Désert
- Saint-Pierre-des-Nids
- Villaines-la-Juhel
- Villepail